# Курдюмівка (село)
Курдю́мівка —  село в Україні, у Шосткинській міській громаді Шосткинського району Сумської області.

## Географія
Село Курдюмівка розміщене на правому березі річки Есмань, нижче за течією на відстані 6 км село Пиротчине (Конотопський район). На відстані 2,5 км розташований смт Вороніж. Село оточене великим лісовим масивом (сосна, дуб).

## Символіка
На гербі зображено три вівці на зеленому тлі та літера «К» та лопата з колосками на чорному. Слово курдюм в тюркських мовах має значення овечий/баранячий жир, тому вівці вказують на назву села. Літера «К» також вказує на назву села. Чорне тло і лопата для видобутку торфу вказують на торфорозробку біля села, зелений колір на лісові масиви, а колоски поверх лопати - торф це місцевий хліб.

## Історія
1859 року на власницькому хуторі Воронізької волості Глухівського повіту Чернігівської губернії, мешкало 32 особи (15 осіб чоловічої статі та 17 — жіночої), налічувалось 6 дворових господарств.

## Населення
Згідно з переписом УРСР 1989 року чисельність наявного населення села становила 4 особи, з яких 2 чоловіки та 2 жінки.
За переписом населення України 2001 року в селі мешкали 2 особи. 100 % населення вказало своєю рідною мовою українську мову.